# Сердюк, Екатерина Валерьевна
Екатери́на Вале́рьевна Сердю́к (укр. Катерина Валеріївна Сердюк; 22 января 1983, Харьков, СССР) — украинская спортсменка, стрелок из лука, серебряный призёр Олимпийских игр.

## Карьера
На Олимпиаде в Сиднее Екатерина вместе со своими партнёрами Еленой Садовничей и Натальей Бурдейной выиграла серебряную медаль в командном первенстве, уступив сборной Южной Кореи. В индивидуальном первенстве Сердюк стала 16-й.

### Награды
- Орден княгини Ольги III степени (06.10.2000)[3]